# Jacques Jourdain
Pour les articles homonymes, voir Jourdain.
 (juillet 2016).
Si vous disposez d'ouvrages ou d'articles de référence ou si vous connaissez des sites web de qualité traitant du thème abordé ici, merci de compléter l'article en donnant les références utiles à sa vérifiabilité et en les liant à la section « Notes et références ».
Jacques Jourdain est un artiste-peintre québécois, né à Trois-Rivières en 1931.

## Biographie
Jacques Jourdain est né en 1931 à Trois-Rivières. Il entre à l'École des beaux-arts de Québec en 1949. Il ressort diplômé en 1956. Jean-Paul Lemieux, East et Jean Soucy sont ses professeurs,. Lemieux encourage le jeune Jourdain, qui entrevoyait une carrière de publicitaire, à se diriger plutôt vers la peinture.
À sa sortie de l’École des beaux-arts, Jourdain est d’abord dessinateur et concepteur publicitaire chez Standard Paper Box. Puis il sera engagé par les ateliers Désilets au Cap-de-la-Madeleine comme créateur publicitaire. C’est chez Désilets que Jourdain se familiarisera avec la séparation des couleurs.
Débarqué à Montréal en 1956, il fait son entrée dans un domaine des arts secoué par le manifeste du Refus global, un manifeste artistique publié le 9 août 1948 à Montréal par les Automatistes. Peu attiré par l'abstraction, Jourdain produira tout au long de sa carrière des paysages et des natures mortes.
Les Amis de l'Art l'invitent à exposer ses œuvres en public en 1958. En 1959, quelques-unes de ses œuvres sont choisies par le musée des Beaux-Arts de Montréal pour son 77e Salon du printemps.[réf. nécessaire].
À Québec, les tableaux de Jourdain se retrouvent alors à la Galerie Zanettin, situé Côte de la Montagne.
L’œuvre de Jourdain est essentiellement figurative. Natures mortes, scènes urbaines (aquarelles surtout) ou rurales et paysages en constituent l’essentiel.
Au début de sa carrière Jourdain touche au fusain, à l’encre et à l’aquarelle. Mais Jourdain développe bientôt une technique picturale qui lui est propre. Les premiers contacts de Jourdain avec l’encre d’imprimerie remontent à 1957. Tirant profit de sa maîtrise de ce matériau, Jourdain applique ainsi des touches d’encre sur des panneaux d’Isorel (« masonite »). En frottant à l’aide d’un chiffon ou de ses doigts, il crée couleurs et formes en étalant la couleur par petites touches. Il retire les surplus d’encre de la même façon, créant ainsi des effets spectaculaires de transparence, de lumière et des contrastes saisissants. L’essentiel de la production de Jourdain est réalisé à partir de cette technique, qu’il ne cessera de raffiner tout au long de sa carrière.
Ses œuvres ont été exposées dans plusieurs galeries d’art au Québec et au Canada : à Montréal, aux Amis de l’art de Montréal (1958) ; au musée des Beaux-Arts (1959) et aux Galeries Martin, Desmarais et de l’Art français ; aux galeries du Vieux Trois-Rivières et d’Art Maistre à Trois-Rivières ; à la Galerie Perreault de Québec ; à la Galerie basque à Rimouski ; chez Webester Galleries à Calgary ; chez Adele Campbell Fine Art Gallery à Whistler en Colombie-Britannique. À l’étranger : Exposition des jeunes chambres du Canada à Oklahoma en 1964 ; Affaires gouvernementales à Düsseldorf en Allemagne ; à la Maison du Québec à New York ; à Bucarest (Roumanie) en 2010.[réf. nécessaire]
En 1968, Jourdain est lauréat du Concours des beaux-arts Price. En 1993, il est lauréat du Salon de la fleur au jardin botanique de Montréal.[réf. nécessaire]
Un film de 50 minutes, réalisé par Ginette Bellavance et intitulé Ciels d'encre, lui est consacré et présenté au Festival du film de Montréal en 2004.[réf. nécessaire] 
En 2008, il est intronisé au Cercle de la garnison de Québec pour l’ensemble de son œuvre.

## Galerie

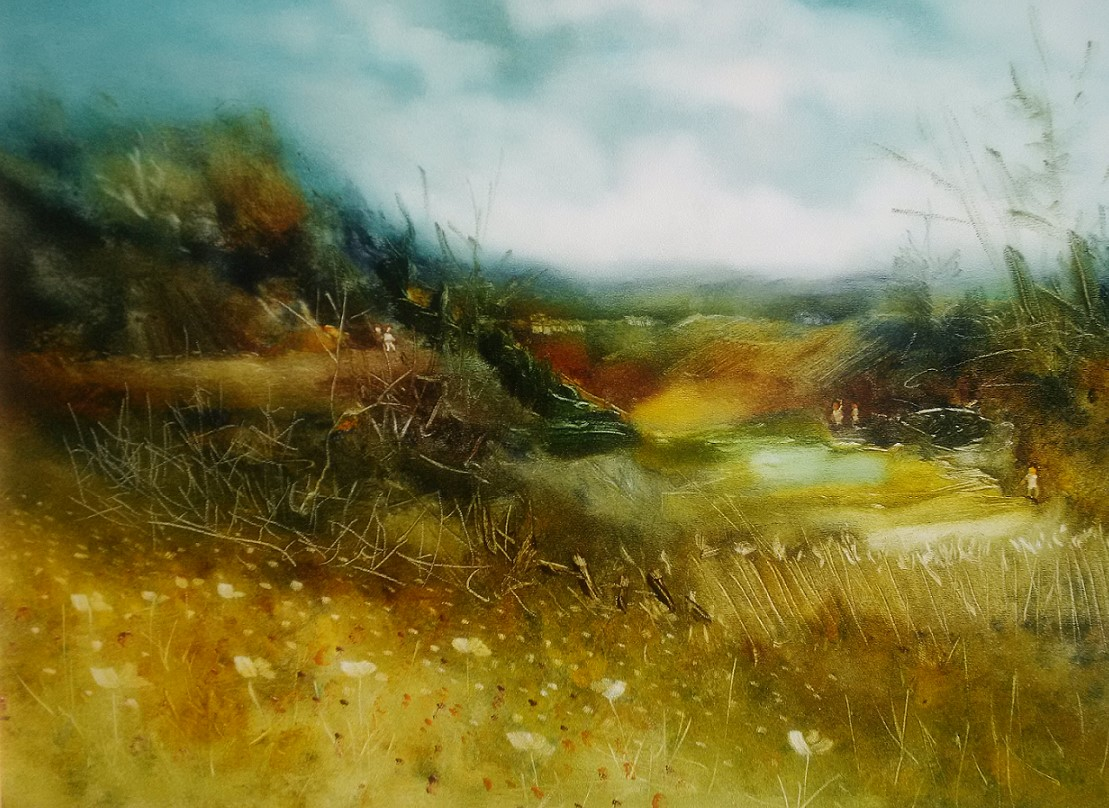
Vallées enfoncées
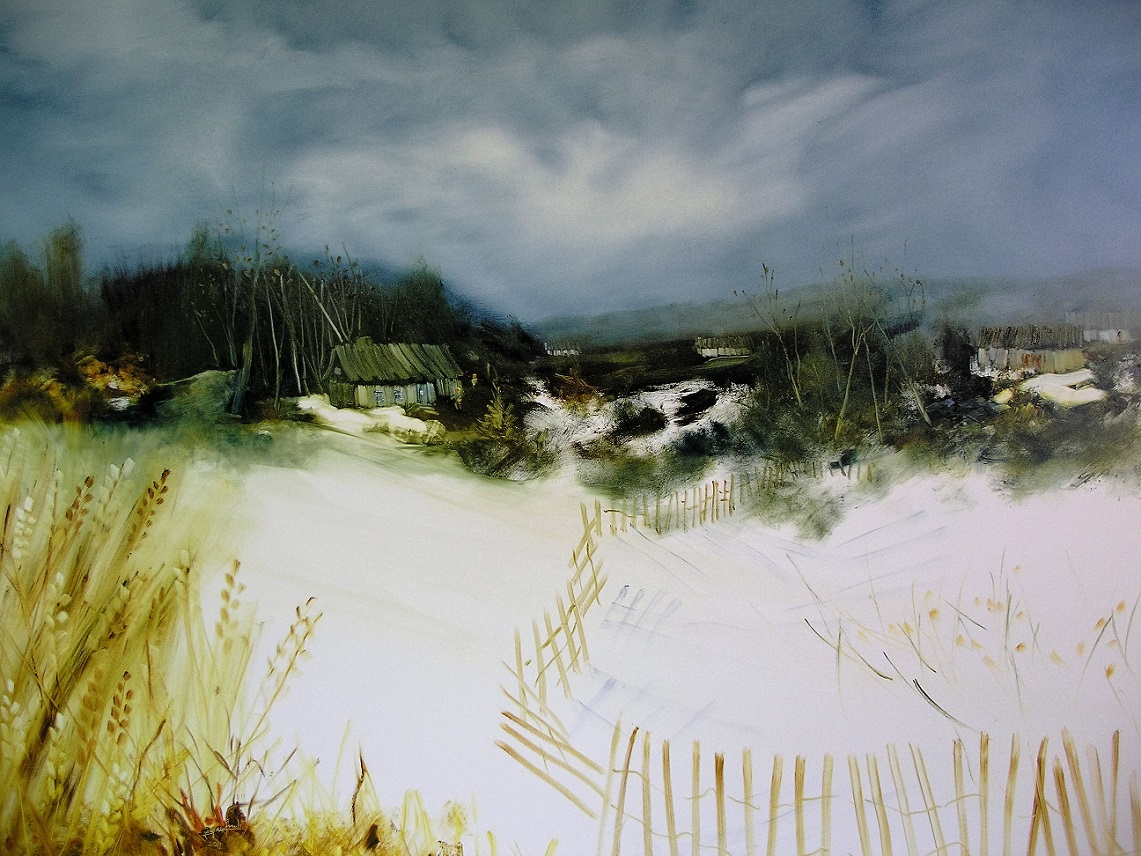
Le calme est présent
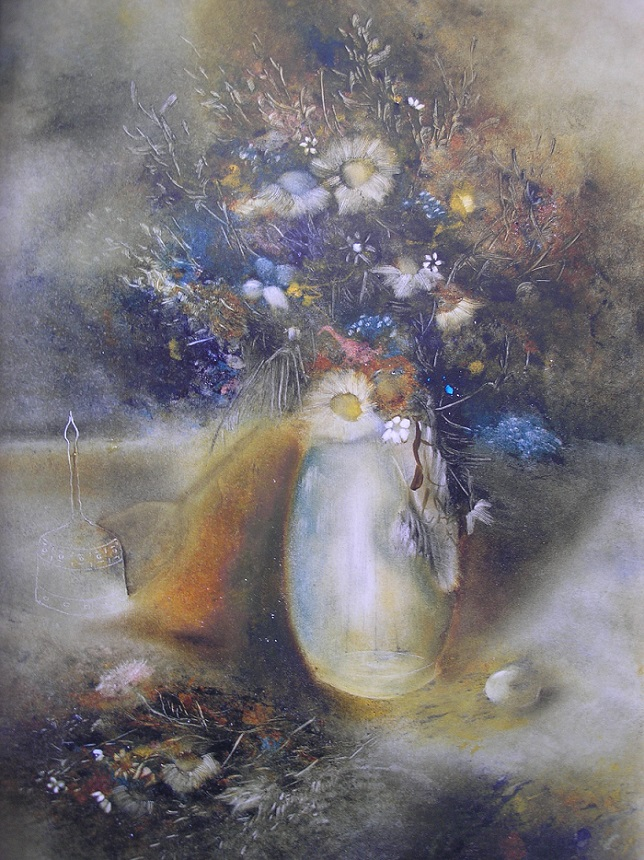
Clochette de porcelaine, (2013)
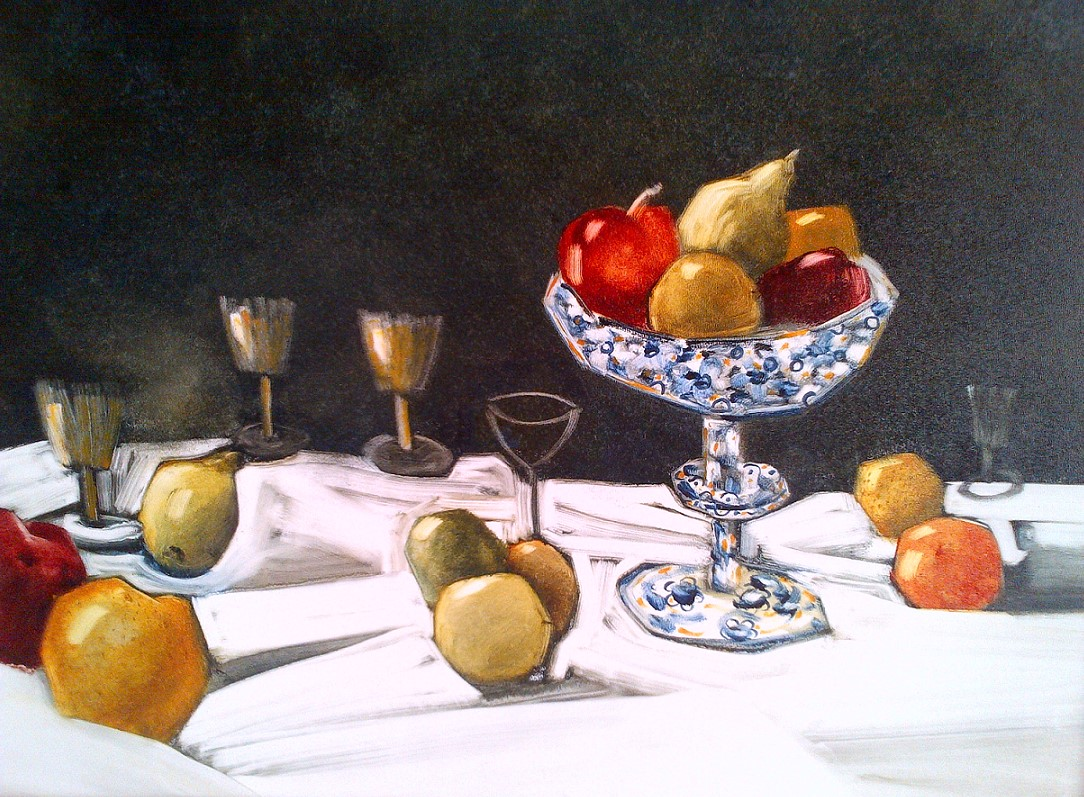
Plateau aux fruits, (2009)
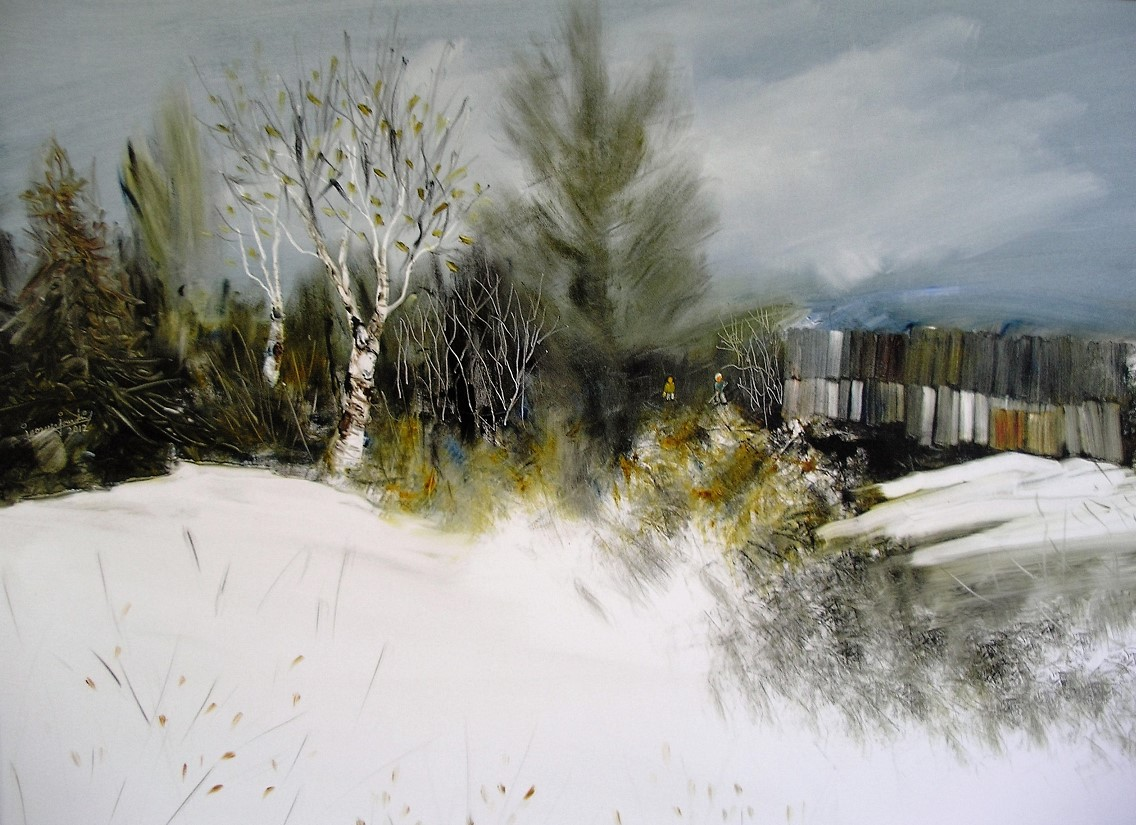
Savoir vivre l'hiver

### Magazine
- Magazin'art, automne 2010, n° 89, Richard Bois, ''Jacques Jourdain, Entre champs et montagnes - et maître à bout de ciel'', p. 105-108